# Route nationale 432
Pour les articles homonymes, voir Route 432.
La route nationale 432, ou RN 432, est une ancienne route nationale française reliant Mulhouse à la frontière suisse au sud de Winkel.
À la suite de la réforme de 1972, la RN 432 a été déclassée en RD 432.

## Ancien tracé de Mulhouse à Altkirch
- Mulhouse (km 0)
- Brunstatt (km 3)
- Zillisheim (km 7)
- Illfurth (km 11)
- Tagolsheim (km 13)
- Walheim (km 15)
- Altkirch où elle croisait la RN 19 (km 18)

## Ancien tracé d'Altkirch à la frontière suisse
- Hirsingue (km 25)
- Heimersdorf (km 26)
- Feldbach (km 31)
- Vieux-Ferrette puis tronc commun avec la RN 73 jusqu'à Ferrette (km 36)
- Ligsdorf (km 42)
- Winkel où se situe le poste frontière (km 46)
- Frontière suisse à Lucelle à 11 km au sud de Winkel (km 51)